# Ленінградський зоопарк
Ленінградський зоопарк (рос. Ленинградский зоопарк або Ленинградский зоологический парк) — зоопарк Санкт-Петербурга, один з найстаріших зоопарків Росії і один з найпівнічніших зоопарків світу, унікальний музей живої природи, заснований 14 серпня 1865 року. 2005 році міський уряд прийняв концепцію розвитку Ленінградського зоопарку на історичній території, де він зараз і знаходиться; згідно з цим документом зоопарк міста повинен відповідати європейським стандартам.
| Росія | Це незавершена стаття з географії Росії. Ви можете допомогти проєкту, виправивши або дописавши її. |